# Milan Benian
Milan Benian (ur. 29 września 1970 w Oparze) – czeski wspinacz sportowy. Specjalizował się w prowadzeniu oraz we wspinaczce na czas. Wicemistrz świata we wspinaczce sportowej w konkurencji na czas w roku 1995.

## Kariera sportowa
W zawodach wspinaczkowych, które odbyły się w szwajcarskiej Genewie w 1995 wywalczył srebrny medal mistrzostw świata we wspinaczce sportowej w konkurencji na czas, w finale przegrał z Rosjaninem Andrijem Wedenmiejerem.

## Osiągnięcia

### Mistrzostwa świata
| Konkurencje  | 1995 | 1997 |
| Prowadzenie  | —    | 60   |
| Wsp. na czas | 2    | 24   |

### Mistrzostwa Europy
| Konkurencje  | 1998 |
| Prowadzenie  | 29   |
| Wsp. na czas | 20   |